# François-Joseph Westermann
François Joseph Westermann (Molsheim, 5 settembre 1751 – Parigi, 5 aprile 1794) è stato un generale francese dell'esercito repubblicano, giustiziato sulla ghigliottina.
Divenne famoso per le atrocità che commise durante le Guerre di Vandea, tanto che venne soprannominato "il macellaio della Vandea" (in francese "Le boucher de la Vendée").

## Biografia
Servì inizialmente in un reggimento di cavalleria, che lasciò nel 1773 per entrare nella polizia. Aderì interamente alla rivoluzione e la portò nel comune di Haguenau.
Venuto a Parigi, prese parte alla giornata del 10 agosto 1792, e fu uno dei primi a penetrare nel Palazzo delle Tuileries. Nominato aiutante del generale, servì sotto Dumouriez nell'esercito del Nord. Arrestato dopo il tradimento di Dumouriez, fu liberato il 4 maggio 1793.
Nominato generale di brigata, il 15 maggio 1793, fu immediatamente mandato come comandante in capo dell'esercito delle coste de La Rochelle. Il 18 giugno 1793, tuttavia Marat lo denunciò alla Convenzione Nazionale come agente di Dumouriez e per le sue estorsioni in Belgio, per sollevare i belgi contro l'esercito francese.
In Vandea, tuttavia, il suo carattere implacabile lo fece diventare il terrore dei monarchici. Il 20 giugno 1793, con 1200 uomini, prese d'attacco Parthenay, che era difesa da Lescure con 6000 vandeani.
Scrisse in una lettera al Comitato di salute pubblica il 23 dicembre 1793 in seguito alla Battaglia di Savenay, una frase rimasta famosa: « Cittadini repubblicani, non c'è più nessuna Vandea! È morta sotto la nostra sciabola libera, con le sue donne e i suoi bambini. L'abbiamo appena sepolta nelle paludi e nei boschi di Savenay. Secondo gli ordini che mi avete dato, ho schiacciato i bambini sotto gli zoccoli dei cavalli, e massacrato le donne che non partoriranno più briganti. Non ho un solo prigioniero da rimproverarmi. Li ho sterminati tutti... le strade sono seminate di cadaveri. Le fucilazioni continuano incessantemente a Savenay, poiché arrivano sempre dei briganti che pretendono di liberare i prigionieri».
Venne richiamato a Parigi dopo la Battaglia di Savenay del 23 dicembre 1793.
Nell'aprile del 1794, portato dinanzi al tribunale rivoluzionario, fu condannato a morte e ghigliottinato lo stesso giorno dei seguaci di Danton, del quale era amico.
Di fronte ai giurati del Tribunale, nell'udienza del 14 germinale (3 aprile), chiese di essere messo a torso nudo, così da mostrare le ferite riportate in battaglia. «Sono sette ferite, tutte davanti», esclamò, aggiungendo: «Solo una volta sono stato colpito alle spalle: con il mio atto d'accusa».
Il suo corpo venne sepolto nel vecchio Cimitero degli Errancis. Oggi in Francia ci sono vie che portano ancora il nome di questo generale, ricordato come "il macellaio della Vandea".